# بنك سبأ الإسلامي
بنك سبأ الإسلامي هو أحد المؤسسات المالية الإسلامية في اليمن.

## التاريخ
تأسس بنك سبأ الإسلامي كشركة يمنية مساهمة مقفلة بموجب قرار وزير التموين والتجارة رقم 25 بتاريخ 25 يونيو 1996م وتصريح البنك المركزي اليمني رقم 311م/م الصادر بتاريخ 2 إبريل 1997م. وبدأ البنك نشاطه رسمياً في الثالث من أبريل 1997م كصرح اقتصادي إسلامي بقاعدة مساهمين عريضة تصل إلى 6400 مساهم من جميع شرائح المجتمع ومن أهم المساهمين في البنك المؤسسة الاسلاميه لتنمية القطاع الخاص ICD الذراع الاستثماري للقطاع الخاص للبنك الإسلامي للتنمية، وكذلك بنك دبي الإسلامي، حيث أن أكبر حصة مساهمين هي مع هاتين الجهتين، بالإضافة إلى مساهمين محليين.

## وصلات ذات صلة
- "بنك سبأ الإسلامي".